# 拉代斯特鲁斯
拉代斯特鲁斯（法語：La Destrousse，法語發音：[la dɛstʁus]）是法国罗讷河口省的一个市镇，属于马赛区。

## 地理
拉代斯特鲁斯（43°22'35"N, 5°36'24"E）面积2.93 平方千米，位于法国普罗旺斯-阿尔卑斯-蓝色海岸大区罗讷河口省，该省份为法国东南部沿海省份，北起沃克吕兹省，西接加尔省，南濒地中海，东临瓦尔省。
与拉代斯特鲁斯接壤的市镇（或旧市镇、城区）包括：奥里奥尔、拉布亚迪斯、佩潘、罗克韦尔。
拉代斯特鲁斯的时区为UTC+01:00、UTC+02:00（夏令时）。

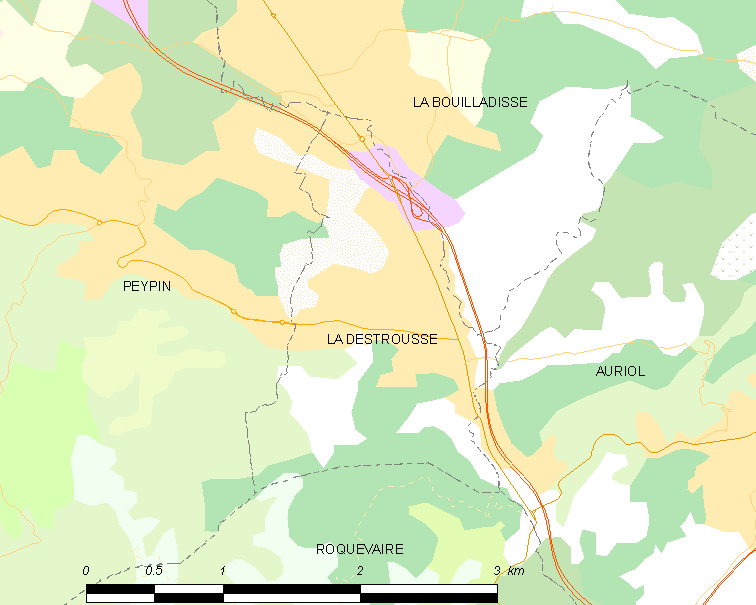
拉代斯特鲁斯的OSM定位图

## 行政
拉代斯特鲁斯的邮政编码为13112，INSEE市镇编码为13031。

## 政治
拉代斯特鲁斯所属的省级选区为阿洛县。

## 人口

1962-2008年间拉代斯特鲁斯人口变化图示

拉代斯特鲁斯于2022年1月1日时的人口数量为4023人。